# Mario Autelli
Mario Autelli (Alessandria, 26 aprile 1905 – Alessandria, 16 gennaio 2004) è stato un calciatore italiano, di ruolo ala.

## Carriera
Esordì in Serie A con la maglia dell'Alessandria il 20 ottobre 1929 in Lazio-Alessandria (0-0). Mancino puro, già all'età di 15 anni giocò con la prima squadra seppure in una gara amichevole. Disputò inoltre i campionati "uliciani" e rimase sempre legato alla squadra della sua città partecipando ai festeggiamenti per i 90 anni del club, quando aveva già compiuto 97 anni.
Tra i gol da lui realizzati vanno ricordati quello contro il Milan, in trasferta, con la maglia del Casale il 7 gennaio 1934, 17ª giornata del campionato 1933-1934 (Milan-Casale 6-2) e quello del 16 dicembre 1934, 9ª giornata del campionato 1934-1935, segnato per il Palermo, in trasferta, contro la sua Alessandria  (Alessandria-Palermo 4-2).